# Midlake
Midlake est un groupe de rock américain, originaire de Denton, au Texas. Le groupe obtient une certaine popularité en Europe en jouant en 2007 dans des festivals tels que ceux de Dour (Belgique) ou du Paleo Festival de Nyon (Suisse) ou encore le Festival des Inrockuptibles (France).

## Biographie

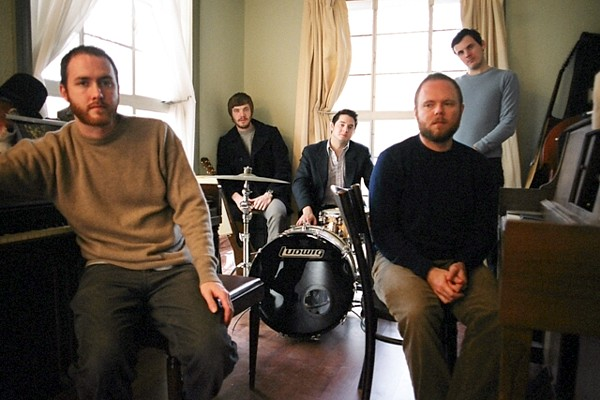
Midlake pendant l'enregistrement de The Trials of Van Occupanther en 2006.

Le groupe est initialement formé en 1999 d'abord en tant que groupe de jazz d'étudiants sous le nom de The Cornbread All-Stars, tous issus de l'University of North Texas, à Denton. Le groupe se rebaptise peu de temps après Midlake, et commence à s'orienter rock indépendant. Tim Smith arrête le saxophone et commence à écrire des morceaux influencés par Jethro Tull, Radiohead, Björk, et Grandaddy.
Leur premier album Bamnan and Slivercork est sorti en 2004. Il est enregistré à la maison à Denton et masterisé au sein des Studios Abbey Road. Cet album teinté de synthétiseurs s'inscrit dans la lignée d'artistes tel que Grandaddy ou les Flaming Lips. En 2006, après environ un an et demi d'enregistrement et de ré-enregistrement, ils délivrent leur second album pour le label Bella Union : The Trials of Van Occupanther, un album folk de soft-rock largement influencé par Joni Mitchell ou Fleetwood Mac.
Après deux ans de tournées dans le monde entier puis deux ans passés dans leur studio à Denton, au Texas, à s'essayer à un nouveau style et à réapprendre à jouer différemment, Midlake sort en 2010 l'album The Courage of Others, un album plus sombre influencé par la folk anglaise de la fin des années 1960 avec des groupes comme Fairport Convention, Pentangle ou encore l'américain idole de Tim Smith, Jimmie Spheeris.
De retour de tournée à nouveau le groupe s'enferme dans leur studio pour donner une suite à l'album précédent dans une veine toujours folk psychédélique mais l'album Seven Long Suns ne verra jamais le jour : après un an et demi de tentatives Tim Smith de plus en plus exigeant n'arrive pas à obtenir suffisamment de morceaux satisfaisants et des tensions s'installent au sein du groupe. Il finit par quitter le groupe en novembre 2012 pour se consacrer seul à sa musique et remonter un projet musical nommé Harp.
Amputé de son leader, auteur, compositeur, chanteur et guitariste, le groupe érige Eric Pulido en nouveau chanteur et compose de nouvelles chansons et les enregistre en six mois ; 10 nouveaux morceaux composent donc le nouvel album Antiphon, sorti le 4 novembre 2013.
À la fin de 2015, des membres de Midlake (Eric Pulido, McKenzie Smith, Joey McClellan et Jesse Chandler), Jason Lytle de Grandaddy, Ben Bridwell de Band of Horses, Alex Kapranos de Franz Ferdinand et Francis Healy de Travis ont formé un supergroupe nommé BNQT. Leur premier album est sorti le 28 avril 2017 sur le label Dualtone/Bella Union.

## Membres

### Membres actuels
- Eric Nichelson - guitare, chant, claviers
- McKenzie Smith - batterie, percussions
- Scott Lee - basse
- Eric Pulido - chant, guitare, claviers
- Jesse Chandler - piano, flute, claviers
- Joey McClellan - guitare

### Anciens membres
- Tim Smith - chant, guitare, flute, claviers
- Evan Jacobs - claviers, chant
- Jason Upshaw - guitare
- Paul Alexander - basse, guitare, claviers, basson

## Discographie

### Albums studio
- 2001 : Milkmaid Grand Army Ep
- 2004 : Bamnan and Slivercork
- 2006 : The Trials of Van Occupanther
- 2010 : The Courage of Others
- 2013 : Antiphon
- 2022 : For the Sake of Bethel Woods